# Lyrestads landskommun
Lyrestads landskommun var en tidigare kommun i dåvarande Skaraborgs län.

## Administrativ historik
När 1862 års kommunalförordningar trädde i kraft inrättades i Sverige cirka 2 500 kommuner. Huvuddelen av dessa var landskommuner (baserade på den äldre sockenindelningen), vartill kom 89 städer och åtta köpingar. I Lyrestads socken i Vadsbo härad i Västergötland inrättades då denna kommun.
Vid kommunreformen 1952 lämnades landskommunen oförändrad.
Lyrestads landskommun upplöstes den 1 januari 1971 och uppgick i Mariestads kommun.
Kommunkoden 1952-1970 var 1642.

### Kyrklig tillhörighet
I kyrkligt hänseende tillhörde kommunen Lyrestads församling.

## Geografi
Lyrestads landskommun omfattade den 1 januari 1952 en areal av 97,08 km², varav 96,59 km² land.

### Tätorter i kommunen 1960
| Tätort   | Folkmängd |
| -------- | --------- |
| Lyrestad | 392       |
| Sjötorp  | 391       |

Tätortsgraden i kommunen var den 1 november 1960 39,4 procent.

## Politik

### Mandatfördelning i valen 1938-1966
| 13 | 6 | 6 |

| 25 |

| 14 | 11 |

| 25 |

| 11 | 4 | 7 | 3 |

| 25 |

| 11 | 7 | 4 | 3 |

| 25 |

| 12 | 5 | 4 | 4 |

| 23 |

| 10 | 7 | 4 | 4 |

| 23 |

| 12 | 6 | 3 | 4 |

| 22 |

| 10 | 8 | 3 |  | 3 |

| 23 |